# Список вебсайтів сатиричних новин
Це перелік вебсайтів сатиричних новин, які мають сатиричний вигин, це пародії новин, які складаються з фальшивих новин в основному жартівливих цілях. 

## Визначення
Найвідоміший приклад - The Onoion, видання, яке було започатковане у 1996 році.  Ці вебсайти не слід плутати з вебсайтами з підробленими новинами, які навмисно публікують містифікацію, намагаючись отримати прибуток від довірливих читачів.   Новини сатири - це тип пародії, представлений у форматі, типовому для мейнстрім- журналістики, і називається сатирою через її зміст. Новини сатири не слід плутати з фальшивими новинами, які мають намір ввести в оману. Новини сатири популярні в Інтернеті, де порівняно легко імітувати надійне джерело новин, а історії можуть досягати широкого розповсюдження майже з будь-якого сайту. Новини сатири значною мірою спираються на іронію та глухий гумор . 

## Список
| Назва видання                                                | Країна          | Засновано |
| ------------------------------------------------------------ | --------------- | --------- |
| Awaze Tribune                                                | Еритрея         | 2016      |
| The Babylon Bee                                              | США             | 2016      |
| Bbspot                                                       | США             | 2000      |
| The Beaverton                                                | Canada          | 2010      |
| The Betoota Advocate                                         | Australia       | 2014      |
| Borowitz Report                                              | США             | 2001      |
| The Burrard Street Journal                                   | Canada          | 2015      |
| The Chaser                                                   | Австралія       | 1999      |
| El Chigüire Bipolar                                          | Венесуела       | 2008      |
| The Civilian                                                 | Нова Зеландія   | 2013      |
| ClickHole                                                    | США             | 2014      |
| Cracked                                                      | США             | 2007      |
| Christwire                                                   | США             | 2008      |
| The Daily Bonnet                                             | Canada          | 2016      |
| The Daily Mash                                               | Велика Британія | 2007      |
| The Daily Squib                                              | Велика Британія | 2007      |
| The Daily WTF                                                | США             | 2004      |
| The DailyER                                                  | США             | 2008      |
| De Speld                                                     | Нідерланди      | 2007      |
| Der Postillon                                                | Германія        | 2008      |
| Duffel Blog                                                  | США             | 2012      |
| El Koshary Today                                             | Egypt           | 2008      |
| El Mundo Today                                               | Spain           | 2009      |
| Faking News                                                  | India           | 2008      |
| Fognews                                                      | Росія           | 2012      |
| The Framley Examiner                                         | Велика Британія | 2001      |
| Free Wood Post                                               | США             | 2011      |
| The Hard Times                                               | США             | 2014      |
| Huzlers                                                      | США             | 2014      |
| Islamica News                                                | США             | 1999      |
| Le Journal de Mourréal                                       | Canada (Québec) | 2012      |
| Khabaristan Times                                            | Пакистан        | 2014      |
| Kyoko Shimbun                                                | Японія          | 2004      |
| Landover Baptist Church                                      | США             | 1998      |
| Le Gorafi                                                    | France          | 2012      |
| The Lemon Press                                              | Велика Британія | 2009      |
| Lercio                                                       | Італія          | 2012      |
| National Report                                              | США             | 2013      |
| NewsBiscuit                                                  | Велика Британія | 2006      |
| NewsThump                                                    | Велика Британія | 2009      |
| Njuz.net                                                     | Сербія          | 2010      |
| Nordpresse                                                   | Belgium         | 2014      |
| The Onion                                                    | США             | 1996      |
| The Oxymoron                                                 | Велика Британія | 2007      |
| The Poke                                                     | Велика Британія | 2002      |
| Private Eye                                                  | Велика Британія | 1990s     |
| Reductress                                                   | США             | 2013      |
| The Rochdale Herald                                          | Велика Британія | 2016      |
| SatireWire                                                   | США             | 2010      |
| ScrappleFace                                                 | США             | 2002      |
| Sensacionalista                                              | Brazil          | 2009      |
| Southend News Network                                        | Велика Британія | 2015      |
| Topeka News                                                  | США             | 2008      |
| The True North Times                                         | Канада          | 2014      |
| The UnReal Times                                             | Індія           | 2001      |
| Waterford Whispers News                                      | Ireland         | 2009      |
| Weekly World News                                            | США             | 2009      |
| Zaytung                                                      | Туреччина       | 2010      |
| Blimberg                                                     | Україна         |           |
| Репортажист                                                  | Україна         |           |
| Прогрес-Інформ [Архівовано 9 грудня 2020 у Wayback Machine.] | Україна         |           |
| UaReview [Архівовано 28 листопада 2020 у Wayback Machine.]   | Україна         | 2011      |

## Дивись також
| Satirical news - News satire - List of satirists and satires - List of satirical magazines - List of satirical television news programs | Related topics - Confirmation bias - Court of public opinion - Filter bubble - Selective exposure theory - Sensationalism - Spiral of silence - Trial by media |